# Subdoligranulum variabile
Subdoligranulum variabile è una specie di batterio appartenente alla famiglia delle Clostridiaceae.